# Giustino II

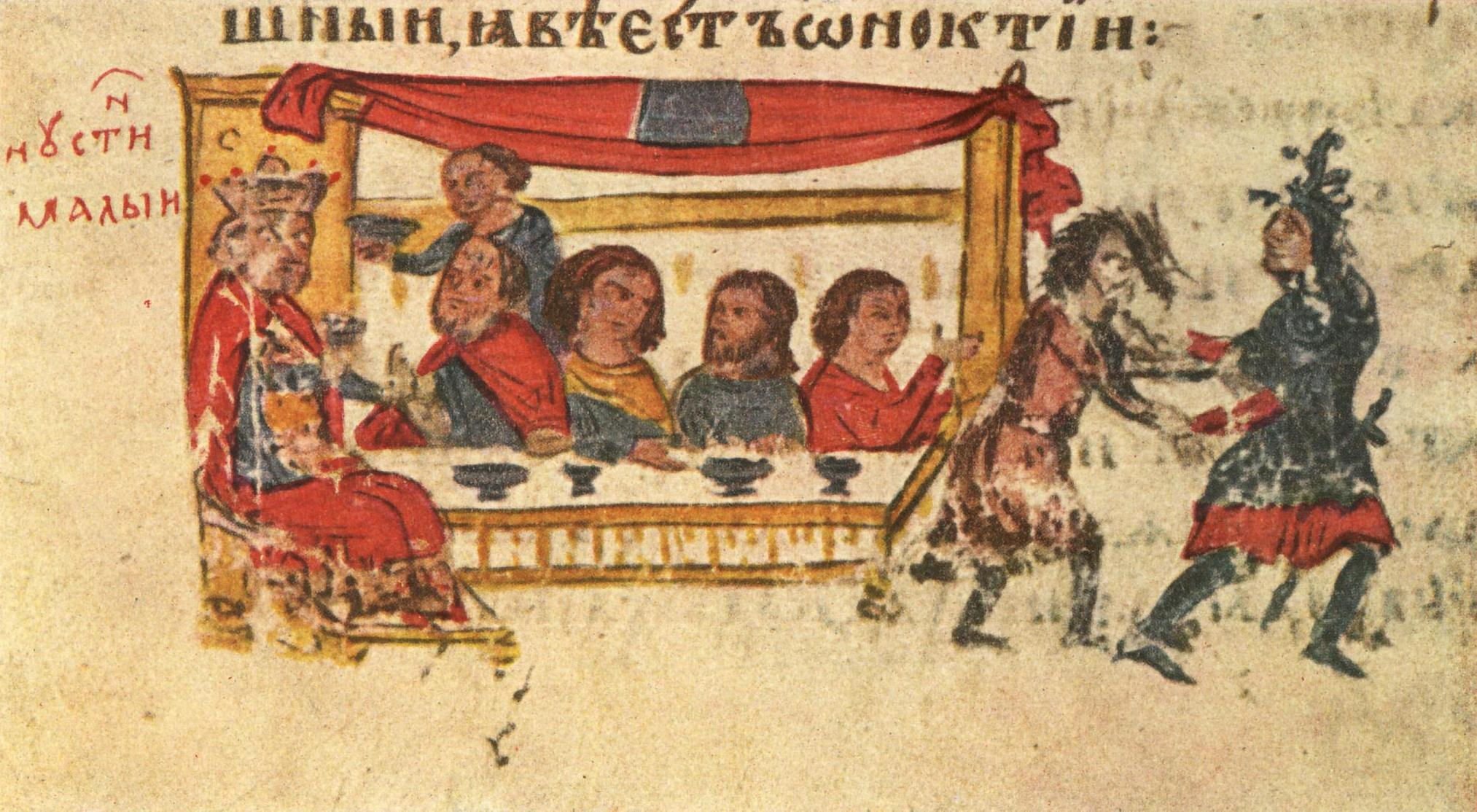
Punizioni corporali fatte infliggere a un suo parente da Giustino II

Giustino II (520 circa – Costantinopoli, 5 ottobre 578) è stato un imperatore bizantino dal 565 al 578.Fu nipote e successore di Giustiniano I.

## I primi anni
Di origini trace, era figlio di Dulcidio e di Vigilanzia, sorella dell'Imperatore Giustiniano. Era fratello di Marcello e di Proiecta e cugino di Giustino. Sposato con Sofia, ebbe due figli: Giusto e Arabia. Era suocero del generale Baduario.
Dal 552 fino al 565 fu curapalates, ricoprendo alcuni importanti incarichi per Giustiniano. Nel 552 tentò, con altri gloriosi iudices (tra cui Belisario) di persuadere Papa Vigilio a ritornare a Costantinopoli. Nel 559 fu inviato a scortare gli invasori Kutriguri, vinti da Belisario, oltre il Danubio, mentre nel 562 e nel 563 fu inviato a reprimere le violenze tra le fazioni dell'ippodromo.

## Regno

### Politica interna
Giustino si avvalse della sua influenza come mastro di palazzo, e del matrimonio con Sofia, nipote dell'imperatrice Teodora, per assicurarsi un'elezione pacifica. I primissimi giorni del suo regno (quando pagò i debiti dello zio, amministrò la giustizia di persona e proclamò la tolleranza religiosa universale) diedero adito a speranze, ma di fronte all'aristocrazia senza legge e a governatori provinciali incuranti, furono poche le riforme che attuò successivamente.

### Politica estera

#### L'ambasciata degli Avari
Fonte importante per i primo otto giorni del regno di Giustino, ripreso interamente da Gibbon, che si limitò a parafrasarlo, è In laudem Iustini Augusti minoris di Flavio Cresconio Corippo. Nel settimo giorno di regno l'Imperatore diede udienza agli ambasciatori degli Avari, popolazione alla quale i Bizantini pagavano un tributo annuale pur di tenerli buoni. L'ambasciatore avaro chiese che l'Imperatore continuasse a pagare loro un tributo, come aveva fatto il suo predecessore. Questa fu la risposta di Giustino II:
(Gibbon, Cap. 45)
Ricevuta la risposta dell'Imperatore, il Khagan degli Avari decise di non invadere l'Impero romano d'Oriente ma piuttosto di muovere guerra prima ai Franchi e poi ai Gepidi. La distruzione del regno dei Gepidi, alleati dei Romani, fu raggiunta grazie all'alleanza con i Longobardi; i Romani non mossero un dito per aiutare i loro alleati. La distruzione del Regno dei Gepidi, secondo Gibbon, lasciò l'Impero romano esposto, senza barriera, agli attacchi di queste temibili popolazioni barbariche.

#### L'invasione dei Longobardi

Mappa dell'Italia bizantina e longobarda nel 572

Nei suoi 15 anni di governo, Narsete, strategos autokrator (generalissimo) d'Italia, aveva accumulato una grossa fortuna a spese dei sudditi, oppressi dalle troppe tasse. L'imperatore Giustino, intorno al 568, ricevette le proteste degli abitanti di Roma, che sostenevano che era meglio sottostare alla dominazione gota piuttosto che a quella greca e minacciavano, in caso di mancata rimozione di Narsete, di consegnare Roma e l'Italia ai Barbari. 
(Paolo Diacono, Storia dei Longobardi, II, 5.)
Quando Narsete lo seppe, pare abbia detto:
(Paolo Diacono, Storia dei Longobardi, II, 5.)
L'Imperatore si adirò con Narsete e lo destituì, sostituendolo con Longino, che ricevette la carica di Prefetto del pretorio d'Italia. Narsete, ricevuta tale notizia, e adiratosi non solo con l'Imperatore ma anche con l'Imperatrice Sofia (che lo minacciava di costringerlo a distribuire la lana alle ragazze del gineceo), decise di ritirarsi a Napoli da dove scrisse ai Longobardi, invitandoli a invadere l'Italia. Alboino accettò l'invito; dopo essersi alleato con i Sassoni, Alboino e tutto il suo popolo abbandonarono la Pannonia per andare a stabilirsi in Italia. La storia dell'invito di Narsete viene però considerata inattendibile dagli storici odierni, che attribuiscono la calata dei Longobardi in Italia alle pressioni esercitate dall'espansionismo avaro, che spinsero i Longobardi a migrare in Italia. Alcuni hanno addirittura congetturato che i Longobardi sarebbero stati invitati in Italia dal governo bizantino stesso, che intendeva utilizzarli come foederati per contenere i Franchi, anche se queste sono pure congetture non verificabili.
I Longobardi entrarono in Italia passando per le Venezie: la prima città ad essere conquistata fu Forum Iulii. A questa conquista, seguì la presa di Verona e quella di Vicenza, mentre Padova e Monselice, ben guarnite di truppe, resistettero agli assalti longobardi. Anche Mantova oppose strenua resistenza. L'anno successivo l'avanzata dei Longobardi riprese, con l'invasione della Lombardia e la conquista di Milano (3 settembre 569). Sottomessa tutta l'Italia nord-occidentale ad eccezione del litorale ligure e di Susa e dell'Isola Comacina, Alboino avviò l'assedio di Pavia, che durò per ben tre anni, durante i quali i Longobardi dilagarono anche in Tuscia; alla caduta di Pavia nel 572, essa divenne la capitale del regno longobardo. Approfittando delle disastrose condizioni dell'esercito bizantino, decimato dalla peste, alcuni duchi longobardi, Zottone e Faroaldo, si spinsero ancora più a Sud, fondando i Ducati di Spoleto e Benevento. I Bizantini, a parte il corridoio bizantino che collegava Roma con Ravenna, erano rimasti in possesso solo delle zone costiere mentre l'interno era quasi tutto longobardo.
Rimanevano in mano bizantina:
- Ravenna e dintorni
- il corridoio "bizantino"
- il ducato romano
- nel Veneto, Padova, Monselice e Cremona
- nella Liguria, Genova e altre città costiere
- Napoli e dintorni, Sicilia, Sardegna, Corsica e parte della Calabria e della Puglia.

Alboino morì assassinato in una congiura di palazzo organizzata da sua moglie Rosmunda e dall'amante di questa Elmichi; i congiurati tuttavia furono costretti alla fuga dal popolo longobardo stesso, adiratosi per la morte del loro amato re e si rifugiarono a Ravenna, la capitale dell'Italia bizantina. Il prefetto d'Italia Longino propose a Rosmunda di sposarlo a patto che uccidesse Elmichi; Rosmunda, assetata di potere, avvelenò Elmichi ma quest'ultimo costrinse anche lei a bere il veleno, e in questo modo morirono entrambi. Longino consegnò il tesoro dei Longobardi, che Rosmunda e Elmichi avevano portato con loro a Ravenna, all'Imperatore. Pare che con il tesoro arrivò anche Peredeo, l'assassino di Alboino, che venne accecato per ordine dell'Imperatore. La vendetta di Peredeo (uccise due funzionari imperiali) ricorda in modo imperfetto quella del personaggio biblico Sansone.

#### Africa e Spagna
In Africa era emersa la minaccia di Garmul, un re mauro, che attaccò dal 569 al 571 per ben tre volte l'Africa bizantina, vincendo e uccidendo tre comandanti imperiali:
(Giovanni di Biclaro, anno 569.)
(Giovanni di Biclaro, anno 570.)
(Giovanni di Biclaro, anno 571.)
Nel frattempo anche i possedimenti bizantini in Spagna meridionale erano minacciati dalle iniziative di Leovigildo, re dei Visigoti, il cui intento era riportare la Spagna visigota ai suoi antichi confini, sconfiggendo imperiali e ribelli. Nel 570 il re visigoto invase la provincia di Spania, sconfiggendo gli Imperiali e annettendo i distretti di Baza e Malaga, mentre l'anno successivo conquistò la città di Asidonia:
(Giovanni di Biclaro, anno 570.)
(Giovanni di Biclaro, anno 571.)
Incerto è se la città di Cordova, riconquistata nel 572 da Leovigildo, fosse in mano imperiale o fosse in mano a ribelli indipendenti sia dagli imperiali che dai Visigoti.

#### La guerra persiana
Se Giustino II avesse inviato truppe in difesa di Italia e Spagna, invase da Longobardi e Visigoti, quando non era impegnato su altri fronti, forse sarebbe riuscito a respingere i due invasori. Al contrario, non solo non inviò truppe in difesa di queste due regioni, ma violò incautamente la pace con la Persia che con tanti sforzi suo zio Giustiniano aveva comprato con un tributo. Infatti nell'anno 572 smise di pagare il tributo ai Persiani (ritenuto da alcuni storici dell'epoca umiliante) e favorì una rivolta antipersiana in Armenia, generando una nuova guerra con la Persia. Dopo due campagne disastrose, nelle quali i Persiani travolsero la Siria, Giustino comprò una pace precaria dietro pagamento di un tributo annuo.

### Follia e morte
Nel 573, a causa della perdita di Dara, conquistata dai Persiani, Giustino II divenne folle. Le temporanee crisi di follia nelle quali precipitava gli suggerirono di nominare un successore. Scavalcando i suoi parenti scelse come Cesare, su consiglio di Sofia, il generale Tiberio, nel dicembre 574.
Questo fu il discorso di Giustino II a Tiberio:
(Gibbon, Capitolo 45)
Tiberio ricevette il diadema sulle sue ginocchia; e Giustino rivolse al nuovo monarca le seguenti parole:
(Gibbon, Capitolo 45)
Giustino abbandonò la carica e si ritirò a vita privata per gli anni che gli restavano. Morì nel 578.

## Giudizi

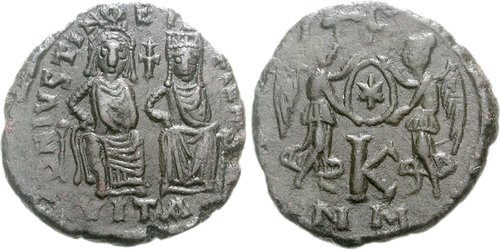
20 nummi di Giustino II rappresentato con la moglie Sofia

Paolo Diacono descrive Giustino come un tiranno avido che opprimeva la popolazione e che per punizione divina divenne pazzo:
(P. Diacono, Historia Langobardorum, III, 11)
Gibbon parla in questo modo di Giustino, descrivendo le calamità che affliggevano l'Impero durante il suo regno e sostenendo che forse Giustino sarebbe stato un sovrano migliore se non fosse impazzito:
(Gibbon, Cap. 45)